# FaZe Clan
FaZe Clan – amerykańska drużyna e-sportowa, założona w 2010 roku przez graczy znanych jako Housecat, ClipZ i Resistance. Początkowo była klanem zrzeszającym graczy.

## Gracze

### Counter-Strike 2
- Håvard "rain" Nygaard
- Finn "karrigan" Andersen
- Jonathan "EliGe" Jabłonowski
- David "frozen" Čerňanský
- Filip ''NEO" Kubski (trener)[3]

### Tom Clancy’s Rainbow Six Siege
- Leonardo „Astro” Luis
- Gabriel „cameram4n” Hespanhol
- João „HSnamuringa” Deam
- Rafael „mav” Freitas
- João „yoona” Gabriel[4]

### FIFA
- Tassal „Tass” Rushan[5]

### Call Of Duty
- Thomas „ZooMaa” Paparatto
- Dillon „Attach” Price
- McArthur „Cellium” Jovel[6]

### PlayerUnknown’s Battlegrounds
- Anssi „mxey” Pekkonen
- Ludvik „Aitzy” Jahnsen
- David „Fuzzface” Tillberg Persson
- Ivan „ubah” Kapustin[7]

## Wyniki

### Counter-Strike: Global Offensive
| Data             | Miejsce | Turniej                                | Nagroda         | Źródła |
| ---------------- | ------- | -------------------------------------- | --------------- | ------ |
| październik 2016 | 3. – 4. | Eleague Season 2                       | 60 000 dolarów  | [ 8 ]  |
| listopad 2016    | 3. – 4. | IEM Oakland 2016                       | 25 000 dolarów  | [ 9 ]  |
| marzec 2017      | 2.      | IEM Katowice 2017                      | 46 150 dolarów  | [ 10 ] |
| kwiecień 2017    | 1.      | SL i-League StarSeries Season 3 Finals | 125 000 dolarów | [ 11 ] |
| maj 2017         | 2.      | IEM Sydney 2017                        | 40 000 dolarów  | [ 12 ] |
| czerwiec 2017    | 2.      | ECS Season 3 Finals                    | 120 000 dolarów | [ 13 ] |
| lipiec 2017      | 3. – 4. | ESL One Cologne 2017                   | 19 580 dolarów  | [ 14 ] |
| wrzesień 2017    | 1.      | Eleague CS:GO Premier 2017             | 500 000 dolarów | [ 15 ] |
| wrzesień 2017    | 1.      | ESL One New York 2017                  | 125 000 dolarów | [ 16 ] |
| listopad 2017    | 2.      | IEM Oakland 2017                       | 50 000 dolarów  | [ 17 ] |
| listopad 2017    | 3.      | BLAST Pro Series Copenhagen 2017       | 45 000 dolarów  | [ 18 ] |
| grudzień 2017    | 2.      | ESL Pro League Season 6 Finals         | 100 000 dolarów | [ 19 ] |
| grudzień 2017    | 1.      | ECS Season 4 Finals                    | 250 000 dolarów | [ 20 ] |
| styczeń 2018     | 2.      | Eleague Major 2018                     | 150 000 dolarów | [ 21 ] |
| marzec 2018      | 2.      | IEM Katowice 2018                      | 100 000 dolarów | [ 22 ] |
| marzec 2018      | 3. – 4. | V4 Future Sports Festival              | 59 750 dolarów  | [ 23 ] |
| maj 2018         | 1.      | IEM Sydney 2018                        | 100 000 dolarów | [ 24 ] |
| maj 2018         | 3. – 4. | ESL Pro League Season 7 Finals         | 55 000 dolarów  | [ 25 ] |
| czerwiec 2018    | 3. – 4. | ECS Season 5 Finals                    | 65 000 dolarów  | [ 26 ] |
| czerwiec 2018    | 1.      | ESL One Belo Horizonte 2018            | 100 000 dolarów | [ 27 ] |
| lipiec 2018      | 3. – 4. | ESL One Cologne 2018                   | 22 000 dolarów  | [ 28 ] |
| październik 2018 | 1.      | EPICENTER 2018                         | 150 000 dolarów | [ 29 ] |
| listopad 2018    | 3. – 4. | IEM Chicago 2018                       | 20 000 dolarów  | [ 30 ] |
| styczeń 2019     | 1.      | Eleague CS:GO Invitational 2019        | 80 000 dolarów  | [ 31 ] |